# Guntis Peders
Guntis Peders (né le 15 août 1973 à Valmiera) est un athlète letton, spécialiste du 110 mètres haies.

## Biographie
En 1996, Guntis Peders remporte la médaille d'argent sur 60 mètres haies aux championnats d'Europe en salle, derrière son compatriote Igors Kazanovs.

### Palmarès
| Date | Compétition                    | Lieu      | Résultat | Épreuve    | Performance |
| ---- | ------------------------------ | --------- | -------- | ---------- | ----------- |
| 1996 | Championnats d'Europe en salle | Stockholm | 2e       | 60 m haies | 7 s 65      |

### Records
| Épreuve            | Performance | Lieu      | Date        |
| ------------------ | ----------- | --------- | ----------- |
| 60 m haies (salle) | 7 s 65      | Stockholm | 9 mars 1996 |
| 110 m haies        | 13 s 47     | Tallinn   | 9 juin 1996 |